# Premio Fröhlich
El Premio Fröhlich de la Sociedad Matemática de Londres se otorga en los años pares en la memoria de Albrecht Fröhlich. El premio se otorga por un trabajo original e innovador en cualquier rama de las matemáticas. De acuerdo con la normativa es galardonado con el premio "a un matemático que tiene menos de 25 años (equivalente a tiempo completo) de la participación en matemáticas a nivel de post-doctorado, lo que permite interrupciones en la continuidad, o que en el dictamen del Comité de Premios está en una fase equivalente en su carrera."

## Ganadores[2]
- 2004 Ian Grojnowski
- 2006 Michael Weiss
- 2008 Nick Higham
- 2010 Jonathan Keating
- 2012 Trevor Wooley